# Républicain libertarien
Aux États-Unis, le terme républicain libertarien (en anglais, libertarian Republican, Republitarian ou liberty Republican) désigne une personne qui adhère aux idées libertariennes tout en étant politiquement du côté du Parti républicain.

## Principes
Pour des articles plus généraux, voir Parti libertarien (États-Unis) et Libertarianisme conservateur.

## Membres

### Sénateurs
- Le Sénateur du Texas Ted Cruz[1]
- Le Sénateur de l'Arizona Jeff Flake [2]
- Le Sénateur de l'Utah Mike Lee[3],[4]
- Le Sénateur du Kentucky Rand Paul[5],[6]
- Le Sénateur du Montana Steve Daines[7]
- Sénateur du Colorado Cory Gardner[8]
- Le Sénateur de Pennsylvanie Pat Toomey[9],[10]
- L'ancien Sénateur de l'Arizona Barry Goldwater[11]
- L'ancien Sénateur de l'Ohio Robert Taft[12]
- L'ancien Sénateur du Massachusetts George Frisbie Hoar[13]